# Une guerre de dons
Une guerre de dons (titre original : A War of Gifts) est un roman de science-fiction de l'écrivain américain Orson Scott Card, publié en 2007.
Dans cette série, l'ordre de parution et l'ordre chronologique de l'histoire n'ont rien à voir.
Une guerre de dons se passe chronologiquement pendant le roman La Stratégie Ender, tout comme c'est le cas, pour partie, de La Stratégie de l'ombre. Il s’agit d'un court roman suivi par Ender : L'Exil.

## Résumé
L'histoire se concentre sur Zechariah « Zeck » Morgan, élevé par un père prêcheur autoproclamé d'une petite communauté religieuse. Ce père a inculqué à Zeck un pacifisme farouche. Mais un jour, des représentants de la Flotte internationale viennent tester le jeune garçon puis l’emmènent dans l'espace, pour devenir l'un des futurs élèves de l'École de guerre pour enfants.
Ses camarades se désintéressent de lui car il reste pacifiste convaincu et refuse ainsi toute sorte de violence, même à l’occasion des jeux organisés entre équipes. Mais quand il provoque des troubles religieux dans l'école, les autres élèves l'ignorent véritablement et l'ostracisent.
Ce n'est que lorsque Ender lui fait comprendre que son père, qui le battait, n'était pas le saint que Zeck voyait en lui et que sa mère, n'ayant plus à s'occuper de son enfant, pourrait s'éloigner de ce père violent que Zeck accepte de faire la paix avec lui-même et avec ses camarades.

## Éditions
- A War of Gifts, Tor Books, 30 octobre 2007, 128 pages  (ISBN 0-7653-1282-4)
- Une guerre de dons, in Ender : Préludes, J'ai lu, coll. « Nouveaux Millénaires », 4 février 2015, trad. Pierre-Alexandre Sicart, 220 p.  (ISBN 978-2-290-10279-4)
- Une guerre de dons, in Ender : Préludes, J'ai lu, coll. « Science-fiction » no 11604, 9 novembre 2016, trad. Pierre-Alexandre Sicart, 188 p.  (ISBN 978-2-290-10331-9).

## Le Cycle d'Ender, ordre chronologique
- La Stratégie Ender en parallèle de Une guerre de dons, en parallèle de La Stratégie de l'ombre
- Ender : L'Exil
- La Voix des morts
- Xénocide
- Les Enfants de l'esprit